# Avatjärnen (Linsells socken, Härjedalen)
Avatjärnen är en sjö i Härjedalens kommun i Härjedalen och ingår i Ljusnans huvudavrinningsområde.